# André Sennedat
André Sennedat, né le 2 août 1929 à Ligny-le-Ribault (Loiret) et mort le 6 janvier 2019 à Paris, est un bassoniste français, ayant notamment fait carrière au sein de l'Orchestre de Paris. Il est connu pour avoir été le premier bassoniste d'orchestre en France à avoir changé de système, passant du basson français au basson allemand.

## Biographie
André Sennedat naît le 2 août 1929 à Ligny-le-Ribault.
Il étudie au Conservatoire du Mans entre 1940 et 1947 puis entre au Conservatoire de Paris, où il est élève de Gustave Dhérin et Fernand Oubradous. Il obtient au sein de l'établissement un 1er prix de basson en 1949 et un 1er prix de musique de chambre en 1951.
En 1956, avec le trio d'anches de Paris, en compagnie de Gaston Maugras (hautbois) et Claude Desurmont (clarinette), il est lauréat d'un 1er prix d'interprétation Mozart à l'occasion du bicentenaire de la naissance du compositeur.
Dans les années 1950, Sennedat est basson solo des Concerts de chambre Oubradous, puis des Concerts Lamoureux dans les années 1960. Entre 1954 et 1967, il est soliste de l'Orchestre de l'Opéra de Paris, puis est nommé basson solo à la création de l'Orchestre de Paris, au sein duquel il fait carrière jusqu'à sa retraite,.
En 1970, il est le premier à jouer dans un orchestre français le basson allemand, système Heckel (fagott),.
Il a été professeur à l'École normale de musique de Paris ainsi qu'au Conservatoire américain de Fontainebleau.
André Sennedat meurt le 6 janvier 2019 à Paris.